# 忍者ハットリくん (ゲーム)
『忍者ハットリくん』（にんじゃハットリくん）は、ハドソンより1986年3月5日に発売されたファミリーコンピュータ（以下ファミコン）用アクションゲーム。漫画作品『忍者ハットリくん』を題材にしている。副題は『忍者は修行でござるの巻』。
後に『忍者ハットリくん ちくわ大会の巻』と題してボーナスステージのみの移植版がiアプリで配信された他、『忍者ハットリくん』として完全移植版がiアプリ、S!アプリ、EZアプリにて配信された。

## 概要
ゲーム内容は横スクロールのアクションゲーム。それまでのハドソンのファミコン用ソフト9作品は全て他機種からの移植（もしくはアレンジ移植）であったため、本作が10作目にして初のファミコン用オリジナル作品となる。
本作は累計出荷本数140万本のヒット作となり、漫画原作のゲームソフトの売り上げ記録としては、ゲームボーイ用ソフト『遊☆戯☆王デュエルモンスターズ』（1998年）まで12年以上も破られなかった。
国本剛章が作ったメインBGMは、『アルルの女』（ビゼー作曲）のメヌエットや、『天国と地獄』（オッフェンバック作曲）の序章にアニメの主題歌（菊池俊輔作曲）のサビのメロディーの部分をつなぎ合わせて構成された曲である。これは一定数以上の小節を使うとJASRACへの著作権費用が発生するため、苦肉の策として用いられたものだったが、ファンには概ね好評をもって受け止められた。
プレイヤーが操作するハットリくんは、慣性がかかるので動いているときは急に止まれない、ジャンプは低いが落下スピードは速い、敵キャラに比べ足が遅いなど、操作性の悪いキャラクターである。また、ダメージを受けた際の無敵時間中は身動きができず、動けるようになると同時に無敵も終わってしまう。接触する（または取り付かれる）とパワーに関係なく即死させられる敵がいる、スクロールしない限り延々と敵が出現する場所もあるなど、全体的な難易度は高い。反面、攻撃の強化や操作性を向上させる12種類の忍法が使用でき、これらを上手に使い分けることが攻略の鍵となる。なお、後述の携帯アプリバージョンでは、操作性は改善されている。
2008年4月14日より本作をiモード向けにリメイクした携帯アプリ版が配信された。オリジナルを忠実に再現したクラシックモードも合わせてプレイ可能。2008年1月4日には本編配信に先駆けてこのリメイク版のボーナスステージを取り出してミニゲーム化した『忍者ハットリくん ちくわ大会の巻』が期間限定で配信された。スコアランキングに参加可能で、参加者には抽選で本編の体験版が当たったほか、上位入賞者にはプレゼントが用意された。
なお、ハドソンから発売されたゲームボーイアドバンス用ソフト『ボボボーボ・ボーボボ マジで!!?真拳勝負』（2003年）、『ボボボーボ・ボーボボ 9極戦士ギャグ融合』（2004年）内に、上述のボーナスステージのキャラクターを差し替えてミニゲーム化した「忍者おちょぼ口君」が登場する。ボーナスステージのみの内容なので無意味ではあるが、手裏剣を投げる事も可能。

## ゲーム内容

### システム
『スーパーマリオブラザーズ』（1985年）のようなステージ制で、右への一方向スクロール（本作ではステージを「エリア」と呼ぶ）。プレイヤーはハットリくんを操作し、現れる敵を倒しつつ、180秒の制限時間以内に鳥居のあるエリアのゴールに辿り着くのが目的。ハットリくんはジャンプと手裏剣による攻撃のほか、下記のような12種類の忍法を使うことができ、これらの忍法やアイテムにより能力を強化することができる。
本作は残機（プレイヤーストック）・ライフ併用制で（本作ではライフを「パワー」と呼ぶ）、エリアには制限時間があり、パワーが無くなる・特定の敵に触れる・制限時間が無くなる・水面や谷間に落ちるのいずれかでミスとなってハットリくんが一人減る。残り人数がなくなるとゲームオーバーだが、人数は特定のスコアに達するなどの方法で増やすこともできる。またエリアの半分以上進んでミスした場合は、そのエリアの中間地点から再開となる。
なおタイトル画面では1～4までLEVEL（難易度）を選択でき、LEVELが高いほど敵の攻撃が激しくなる。
全16エリアで、エリア16をクリアすると簡潔なエンディングが流れたあと、またエリア1が始まる。それまで獲得したスコアや忍法は引き継がれるが、LEVELが1段階上昇するのでより難しくなる。

### 忍法
忍法は画面上方に表示欄があり、以下に表記されている順に左から並ぶ。アイテムの「巻物」を手に入れると、左側の空欄から埋まるようになっており、セレクトボタンを押すと欄の上のカーソルが移動、直後にBボタンで忍法が発動する。忍法にはそれぞれ持続時間が設定されており（詳細は下記）、その時間が過ぎると効力が切れる。ただしミスした場合は、いずれもその直後に効果が切れてしまう。一度使用した忍法は空欄になり、巻物を取って再度補充するまで使えなくなる。また忍法の効果時間中は、その忍法を補充することはできない。使用前の忍法はミスしても無くならないので、序盤の内に残機を一人捨てるつもりで時間切れまで忍法をため込むといった攻略法もある。
手裏剣
ハットリくんが最初から持っている忍法。普段はこの忍法にカーソルが合っていて、これのみ何度使ってもなくならない。投げると前方にまっすぐ飛ぶ。射程は短く単発で、効かない敵も存在する。
影走りの術
移動速度が通常の2倍に上昇する。時間の制限はなく、そのエリアをクリアするまで効果が持続する。
高飛びの術
ジャンプ力が通常の1.5倍に上昇する。影走りの術と同じく、エリアクリアまで効果が持続する。
水ぐもの術
落ちるとミスになる水の上を移動できるようになる。エリアクリアまで持続する。
ハイパー手裏剣の術
通常の状態では射程のある手裏剣が画面端まで届くようになる。八方手裏剣の術（後述）と併用することはできず、同時に使うと後から使った方が優先される。持続時間は15秒間。
金縛りの術
一定時間、画面内の敵の動きを止める。ただし、接触すると通常通りダメージを受ける上、お化け同様に、倒されるまで敵と重なった状態になってしまうことも。避けながら進む場合は注意。持続時間は5秒間。
霧隠れの術
ハットリくんが目と口を残して姿を消し、敵をすり抜けられるようになる。持続時間は15秒間で、時間切れが近づくとハットリくんが点滅する。
雲乗りの術
雲に乗り、十字キーの操作で空中を自由に移動できる。持続時間は15秒間で、時間切れが近づくと雲が点滅する。
ナミダパワーの術
原作でのシンゾウの能力を用いた忍法。シンゾウを呼び出し、画面内を右往左往するシンゾウに触れることで攻撃が発生。画面内のあらゆる敵キャラクターを一撃で倒す。また、使うとそれだけで8,000点が加算される。シンゾウは地面の高さを移動するので、谷間など使用が制限される場面もある。その画面内のみ有効。
ムササビの術
ジャンプ中に空中で再びジャンプができるようになり、それを繰り返すことで空を飛べる。エリアクリアまで持続する。
いかり火の玉の術
原作での獅子丸の能力を用いた忍法。獅子丸を呼び出し、獅子丸に触れることで獅子丸が火の玉に化ける。火の玉は白猫斎以外の敵キャラクターを一撃で倒せる。持続時間は15秒間で、時間切れが近づくと火の玉が点滅する。
八方手裏剣の術
前方以外に、右上、上、左上、後方の四方向にも同時に手裏剣を放てるようになる。忍法の名は「八方」手裏剣だが右下・下・左下の三方向へは手裏剣を放てない。ハイパー手裏剣の術と併用することはできず、同時に使うと後から使った方が優先される。持続時間は15秒間。

### アイテム
巻物
メカ忍を倒すと出現（一定確率でカエルが出現する）。入手するごとに忍法が1つ使用可能となる。
チクワ
原作での獅子丸の大好物。本作ではステージ中で入手するものと、ボーナスステージでジンゾウが投げてくるものの2種類がある。
ステージ中では、（木の枝など）特定のポイントでジャンプごとに、1～10本出現する。入手すると得点が増える他、20本集めると30秒間ハットリくんが黄金になる。この間は敵の体当たりや飛び道具をすり抜けることができ、得られる得点がすべて2倍となる。また影千代に体当たりされても忍法を奪われない。ただし水や谷に落ちたり時間切れになるとミスになる点は変わらない。
ボーナスステージでジンゾウが投げてくるものは、得点のみの効果。
フルーツ
エリア各所に必ず4つ一組で出現する、様々な果物。出現から数秒後に消滅するが、その前に4つすべてを取ると「力」が出現する。
力（ちから）
上述の条件を満たすと出現する。筆で書いたような漢字のアイテムで、緩やかに波打つように画面右へと移動する。取るとパワーが2回復する他、入手毎に同時に使用できる忍法の数が増える（初期状態では2つだが、取り続けると3つ→4つ→全て同時に使用可能と増えていく）。
太巻物
特定の地点で、手裏剣を投げていると出現する隠しアイテム。得点の10の位が偶数になると出現する。忍法を一気に4つ取得できる。
印籠
特定の地点で、手裏剣を投げていると出現する隠しアイテム。得点の10の位が奇数になると出現する。パワーが最大の9に、残り時間が初期状態の180に戻る。
鍵
特定の地点で、手裏剣を投げていると出現する隠しアイテム。入手場所から6画面分先へ一気に移動できる。
高橋名人
製作会社ハドソンの有名な人物、高橋名人の顔。特定の場所に手裏剣を打ち込むと出現し、さらに打ち込むことで驚いた顔に変わり画面上方に飛んでいくとともに、20万点または200万点（出現場所により異なる）のボーナススコアが入る。これもチクワで黄金になっているときの得点2倍の対象であるため、最高で400万点ものボーナスが獲得できる。出現する面で一度ミスをしていると得られる得点が200点に下がる。
ハイスコアポイント
アイテムではないが、特定のポイント（高さはどこでもよい）でジャンプすることで一定時間背景が白黒に変わり、この間は敵キャラクターの甲賀忍者と雲乗り忍者が、フルーツや野菜型の得点アイテムに変化するほか、雷忍者・ロボ鳥・カラス天狗は攻撃してこなくなる。なお霧隠れの術やチクワで黄金になり敵との当たり判定が無くなっている間は、得点アイテムもすり抜けてしまう。

## 登場キャラクター

### プレイヤーキャラクター・味方キャラクター
ハットリくん
原作および本作の主人公。
シンゾウ
ハットリくんの弟の少年忍者。ナミダパワーの術を使うと現れ、画面を左右に往復する。
獅子丸（ししまる）
ハットリくんの飼い犬の忍犬。いかり火の玉の術を使うと画面上から落下してくる。接触すると火の玉になる。
ジンゾウ
ハットリくんの父親。エリアのゴールのボーナスステージでちくわと鉄アレイを投げる。LEVELが上がると鉄アレイの比率が高くなる。エンディングにも登場する。

### 敵キャラクター
敵は全て出現区域が決まっており、ハットリくんがその境界に到達した瞬間に出現する敵が切り替わる。
甲賀忍者（こうがにんじゃ）
黒服の忍者。定められた出現区域内にて際限なく登場し、10体倒す毎にメカ忍が出現する。区域により直進してくるのみのもの、ハットリくんの手前でジャンプするもの、画面中程で引き返すもの、ジャンプしながら前進するものの4種類がいる。手裏剣1発で倒すことができ、体当たりダメージは1。撃破時の得点は30点。
メカ忍（メカにん）
アメリカンフットボールのようなヘルメットを被った、体の大きい機械仕掛けの忍者。甲賀忍者を10体倒すと出現する。手裏剣4発を当てると倒すことができ（得点2000点）、忍法の巻物かカエルに変化する。動きは直進のみだが、体当たりを受けると即ミスとなる。
雲乗り忍者（くものりにんじゃ）
雲に乗って空中を移動する黒服の忍者。出現区域によりジグザグに飛行するもの、高い場所から降下してくるもの、高速で飛んできて急上昇するもの、まっすぐ飛んできて途中で引き返すものの4種類がいる。手裏剣を投げてくるがダメージは0で、本体に当たるとダメージ1。手裏剣1発で倒すことができ、得点は60点。
雷忍者（かみなりにんじゃ）
雲に乗った赤服の忍者。空中を真横に移動し、ダメージ2の雷（当たった瞬間にのみ黒焦げになる）を落とす。本体に当たるとダメージ1。手裏剣1発で倒せる。得点400点。
ロボ鳥（ロボどり）
機械仕掛けの赤い鳥。空中をジグザグに移動し、ダメージ2の爆弾を落とす。本体に当たるとダメージ1。手裏剣1発で倒せる。得点400点。
お化け（おばけ）
空中を浮遊する、赤い瞳にクリーム色の体をした幽霊。動きは遅いがハットリくんと重なるように近づいてくる。そのためダメージは1だが、一度完全に重なってしまうと操作不能のままミスになるまでダメージを受け続けることになる。手裏剣で倒すことはできず、忍法で倒しても得点は増えない。
カラス天狗（カラスてんぐ）
鳥人のような日本の妖怪。ダメージ0の手裏剣を放ちながら高速で画面を縦横無尽に飛び回る。手裏剣1発で倒せるが（得点1000点）、動きが素早く当てづらい上、体当たりを受けると即ミスになる。
白猫斎（はくびょうさい）・小
甲賀の忍者猫の総元締めである、白い怪猫。専用のBGMとともに現れ、左右を小刻みにジャンプ移動する。体当たりを受けると即ミスになる。出現から3秒経つと巨大化するが、その前に手裏剣8発を当てることで倒すことができ、5万点ものボーナスが入る（出現直後に金縛りの術で動きを封じないとほぼ間に合わない）。
白猫斎・大
白猫斎・小が巨大化した姿。この状態になると手裏剣で倒せなくなる。ジャンプの高さと距離が数倍になり、ダメージ0の手裏剣をばらまくようになる。触れれば即ミスとなるのは巨大化前と同様。
なお、白猫斎が登場する際のBGMは、実際登場しないのに流れることがある。
ケムマキ
ハットリくんのライバルの甲賀忍者。雲に乗って現れ、ハットリくんのパワーを全快するハートを落とす。後述の逸話のとおり味方キャラクターとしてデザインされているが、本体に触れると1ダメージを受けてしまう。倒すことはできない。
影千代（かげちよ）
ケムマキの子分の忍者猫。甲賀忍者の出現区域で一定の時間が経過するごとに出現。速い動き（甲賀忍者の2倍 = 影走りの時と同じ速さ）で走ってきて、ハットリ君の手前でジャンプする。触れてもダメージを受けないが、代わりにストックしていた忍法を一つ奪われる（補充するときとは逆に、右端の忍法から順に無くなる）。倒すことはできないが、手裏剣が当たると方向転換するため追い払うことはできる。なお、8発手裏剣を当てるごとにLEFT（残機）が1増える。
カエル
ハットリくんの嫌いな生き物。メカ忍を倒すと巻物の代わりに出現することがある。ハットリくんの弱点なだけに触れると即ミスになる。出現してから動くことはなく、一定時間で消える。倒すことはできない。
鉄アレイ
エリアのゴールのボーナスステージで、ジンゾウがちくわと一緒に投げてくる。当たると数秒間動けなくなる。

## 移植版
| No. | タイトル                        | 発売日        | 対応機種                                     | 開発元   | 発売元   | メディア                              | 型式 | 備考 | 出典              |
| --- | ------------------------------- | ------------- | -------------------------------------------- | -------- | -------- | ------------------------------------- | ---- | ---- | ----------------- |
| 1   | 忍者ハットリくん ちくわ大会の巻 | 2008年1月4日  | iアプリ                                      | ハドソン | ハドソン | ダウンロード （着☆あぷ♪ボンバーマン） | -    |      | [ 4 ]             |
| 2   | 忍者ハットリくん                | 2008年4月14日 | FOMA900シリーズ、703シリーズ以上 （iアプリ） | ハドソン | ハドソン | ダウンロード （着☆あぷ♪ボンバーマン） | -    |      | [ 5 ] [ 6 ] [ 7 ] |
| 3   | 忍者ハットリくん                | 2008年4月16日 | S!アプリ                                     | ハドソン | ハドソン | ダウンロード                          | -    |      | [ 5 ] [ 6 ] [ 7 ] |
| 4   | 忍者ハットリくん                | 2008年        | BREW対応機種 （EZアプリ）                    | ハドソン | ハドソン | ダウンロード                          | -    |      | [ 5 ] [ 6 ] [ 7 ] |

## 開発
高橋名人が2021年10月12日放送の「X年後の関係者たち」で語ったところによると、元々ハドソンは月刊コロコロコミックと一緒にイベントを行うことが多く、その縁で同じくコロコロコミックと深いつながりのあった藤子不二雄作品のゲームを作ることになった。そしてドラえもんと忍者ハットリくんをゲーム化することになったが、ドラえもんの方は世界観をゲームにしづらかったため、先に忍者ハットリくんのゲームを開発することになったと述べている（なおドラえもんの方は1986年の年末に発売されている）。本作は当初1985年12月に発売の予定だったが、ゲームの出来栄えがあまり面白くなかったために作り直しとなり、発売が1986年3月に延期となったという。
主人公のハットリくんの他にもシンゾウ、獅子丸、影千代などの原作キャラクターが多数登場する。特にライバルであるケムマキはハットリくんのライフを全快させてくれるサポートキャラとして登場する。当初、開発側はケムマキを敵キャラとして出す予定であったが、原作者・藤子不二雄Ⓐの「ケムマキは本当はハットリくんの友達なんです」との発言により、急遽変更した。
ゲーム中ステージの最後に、ボーナスステージとして父・ジンゾウがばら撒く鉄アレイを避けながらちくわを収集するという内容のものがある。このボーナスステージの鉄アレイはプログラマーとされていた中本伸一が、このゲームの開発の最後に設定されたもので「開発時は鉄アレイという考えすらなく実際その状態（ちくわのみをばら撒く）で一旦開発が完了したが、その際にメモリ管理のミスで容量が余っていたので思いつきで入れた」と語っておりそれが経緯とされていた。しかし、本作のプログラマーは奥野仁であり、本人はブログで「最初はちくわのみをばらまくゲームを作ったらつまらなくて、自分で鉄アレイっぽく見えるものを描いたら、そのまま採用された」と記している。

## スタッフ
- プログラム：奥野仁[9]
- デザイン：岡本敏郎[9]
- サウンドプログラム：板垣史彦[9]
- ディレクション：竹部隆司[9]
- 音楽：国本剛章[9]

## 評価
| 項目 | キャラクタ | 音楽 | 操作性 | 熱中度 | お買得度 | オリジナリティ | 総合  |
| 得点 | 3.61       | 3.24 | 2.84   | 3.11   | 2.99     | 3.13           | 18.92 |

ゲーム誌『ファミリーコンピュータMagazine』の読者投票による「ゲーム通信簿」での評価は別記の通り18.92点（満30点）となっている。
ゲーム誌『ユーゲー 2003 No.07』においてライターの池田勇人は、原作では生身でありながら無敵の強さを発揮していたハットリくんが、本作においては足が遅いことや水に溺れるなど弱いイメージになっていることを指摘しながらも、巻物によって使用可能な忍法が増えることで様々な動作が可能になる点や「なみだパワー」や「怒り火の玉」などの原作要素が再現されている点を高く評価したが、巻物を奪う影千代の存在に関しては「コイツさえいなければもう少し遊びやすいゲームになっていただろうに」と苦言を呈した。

## ソース
2019年12月25日、GitHub上にオリジナルと思われるプログラムソースが公開された。